# Галяев, Андрей Алексеевич
Андре́й Алексе́евич Галя́ев (род. 28 ноября 1973 года, Челябинск) — российский математик, специалист в области теории управления, член-корреспондент РАН (2016).

## Биография
Родился 28 ноября 1973 года в Челябинске.
В 1996 году — с отличием окончил факультет радиотехники и кибернетики МФТИ по специальности «прикладные математика и физика».
В 2006 году — защитил кандидатскую (научный руководитель — Е. Я. Рубинович), а в 2014 году — докторскую диссертацию.
С 1997 года — работает в Институте проблем управления имени В. А. Трапезникова РАН, где прошёл путь от младшего научного сотрудника до заведующего лабораторией «Управление по неполным данным».
В январе 2016 года — присвоено почётное учёное звание профессора РАН.
В октябре 2016 года — избран членом-корреспондентом РАН.
Заведующий Лабораторией 38 «Управление по неполным данным» ИПУ РАН.
Увлекается шахматами, принимал участие в командном чемпионате Москвы 2015 года, имеет рейтинг 2181.

## Научная деятельность
Научное направление: управление подвижными объектами в конфликтной среде.
Основные научные результаты:
- разработана методика описания и анализа проблемы повышения скрытности морских подводных объектов (МПО) в содержательных терминах, описаны критерии оптимизации с учётом свойств среды и алгоритмов обработки информации, классифицированы различные типы наблюдателей, сформулированы задачи оптимизации;
- решены задачи повышения скрытности и оптимального управления движением МПО при фазовых ограничениях и разных предположениях о зависимости демаскирующих факторов от параметров движения защищаемого объекта. Целью этого управления является уклонение от обнаружения группой стационарных и маневренных поисковых средств разнородного типа, ведущих наблюдение по набору физических полей;
- разработаны алгоритмы построения оптимальной траектории при уклонении от произвольных систем разнородных наблюдателей.

Автор 120 научных работ, из них 18 отчётов по спецтемам и 2 патентов.
Главный редактор журнала «Автоматика и телемеханика», зам. главного редактора журнала «Доклады Российской академии наук. Математика, информатика, процессы управления», член редколлегии журнала «Управление большими системами», член диссертационного совета Д002.226.01, Д002.226.02 при ИПУ РАН, член экспертной комиссии РАН, член секции учёного совета ИПУ РАН, член экспертного совета по управлению, вычислительной технике и информатике ВАК при Минобрнауки России.
С 2007 года ведёт преподавательскую деятельность, в настоящий момент является заведующим кафедры «Физико-математические методы управления» Физического факультета МГУ (http://physcontrol.phys.msu.ru/index.php/ru)/ и профессором кафедры «Интегрированных киберсистем» МФТИ (ГУ).

## Награды
- Премия имени Б. Н. Петрова (совместно с  П. В Лысенко, В. П Яхно, за 2022 годы) — за цикл работ «Траекторное управление скрытностью подвижных объектов с неоднородной индикатрисой излучения»